# Manuel Pizarro Moreno
Manuel Pizarro Moreno (Almodovar del Campo, 29 de setembre del 1951) és un empresari i polític espanyol. Advocat de l'Estat, agent borsari i ex-president d'Endesa. Va ser el número 2 a les llistes del Partit Popular de Madrid per les eleccions generals del 2008. El seu avi, el General Manuel Pizarro Cenjor, va ser un militar destacat en la repressió del maquis a la zona de Terol.

## Biografia
Va néixer a Almodóvar del Campo, Ciudad Real el 29 de setembre de 1951, els seus pares encara tot i ser naturals de Ciudad Real, es van traslladar a Terol, perquè el servei militar ho exigia, ja que el seu pare feia la Mili a Terol i en Torrelacárcel. Va entrar a l'Ajuntament de Terol després de les eleccions municipals de maig de 1979.
El 15 de desembre de 1982, després de la mort de l'alcalde de Terol, Francisco Pascual Reis, en ser primer tinent d'alcalde es va convertir en alcalde de part d'AP, en les eleccions municipals de 1983, va aconseguir majoria simple, però en les de 1987, 1991 i 1995 va ser majoria absoluta, però el 6 juny 1995 va abandonar l'Ajuntament de Terol, per fer-se vicepresident de la Borsa de Madrid.
Va ser criticat durament l'any 2006 quan no va acceptar una OPA sobre Endesa (d'on n'era president) per part de Gas Natural. Posteriorment, l'alemanya E.ON va fer una contra-oferta, que no fou suficient davant d'una tercera OPA presentada per ENEL i Acciona, que fou la preferida pels accionistes. El desembre de 1995 fou nomenat vicepresident de la Borsa de Madrid, on hi treballava des de 1991. En novembre de 1995, fou nomenat president d'Ibercaja, fins 2004. Entre 1998 i 2002, durant la seva presidència d'Ibercaja, fou nomenat també president de la Confederación Española de Cajas de Ahorro (CECA).
El 17 de gener del 2008 va ser presentat oficialment com a número 2 del Partit Popular, Mariano Rajoy va assegurar que era un dels homes més entesos en economia espanyola.
Després de concórrer a la candidatura del PP encapçalada per Mariano Rajoy, va sortir elegit diputat al Congrés de Diputats. El PP va aconseguir un lleuger augment de vots considerable, però va perdre davant el PSOE. Poc després Pizarro, que s'especulava que havia de ser el futur ministre d'Economia i Hisenda sota un hipotètic govern presidit per Rajoy si guanyava les eleccions, va renunciar a l'acta de diputat i es va retirar de la política activa.
En l'actualitat està casat amb l'expresidenta de la Comunitat Foral de Navarra i exalcaldessa de Pamplona, Yolanda Barcina Angulo.